# Celonites hellenicus
Celonites hellenicus är en stekelart som beskrevs av Gusenleitner 1997. Celonites hellenicus ingår i släktet Celonites och familjen Masaridae. Inga underarter finns listade.